# بالون (فیلم ۲۰۱۷)
بالون (انگلیسی: Balloon) فیلم کمدی ترسناک هندی تامیل- زبان، محصول سال ۲۰۱۷ است که کارگردانی و نویسندگی آن را سینیش (Sinish) بر عهده داشت. بازیگران اصلی فیلم جی در سه نقش، که دو نقش اصلی و تک نقش فرعی به همراه جانانی و آنجلی می‌باشند. تولید فیلم در ماه ژوئن ۲۰۱۶ شروع گردید و در روز ۲۹ دسامبر ۲۰۱۷ این فیلم اکران گردید. فیلم بالون در گیشه فروش عملکرد متوسطی داشت. 